# Leonardo Deplano
Leonardo Deplano (Firenze, 21 luglio 1999) è un nuotatore italiano, specializzato nelle distanze brevi dello stile libero e vincitore di quattro medaglie d'oro ai campionati mondiali in vasca corta.

## Biografia
Ha iniziato a praticare il nuoto a livello agonistico presso la Esseci Nuoto, allenato da Sandra Michelini. In seguito è stato tesserato per il Circolo Canottieri Aniene.
Ha fatto parte della spedizione italiana ai mondiali di nuoto in vasca corta di Melbourne 2022, vincendo la medaglia d'oro nella 4x100 metri stile libero, con i connazionali Alessandro Miressi, Paolo Conte Bonin, Thomas Ceccon e Manuel Frigo. Nell'occasione ha anche realizzato il primato mondiale della disciplina, grazie al tempo di 3'02"75, migliorando il precedente record degli statunitensi Caeleb Dressel, Blake Pieroni, Michael Chadwick e Ryan Held del 2018. Tra il 2023 ed il 2024 vince quattro medaglie d'argento internazionali, tutte in staffetta, e la medaglia d'oro nella staffetta 4x50 metri stile libero mista ai mondiali in vasca corta di Budapest.

## Record nazionali

### Vasca corta
- Staffetta 4×100 metri stile libero vasca corta: 3'02"75  ( Melbourne, 13 dicembre 2022) (Alessandro Miressi (46.15), Paolo Conte Bonin (45.93), Leonardo Deplano (45.54), Thomas Ceccon (45.13))

## Palmarès
- Giochi olimpici

Parigi 2024: bronzo nella 4x100m sl.
- Mondiali:

Fukuoka 2023: argento nella 4×100m sl.
Doha 2024: argento nella 4×100m sl.
Singapore 2025: argento nella 4x100m sl.
- Mondiali in vasca corta

Abu Dhabi 2021: oro nella 4x50m sl, argento nella 4x100m sl, bronzo nella 4x50m misti mista.
Melbourne 2022: oro nella 4x100m sl e nella 4x50m misti, argento nella 4x50m sl.
Budapest 2024: oro nella 4x50m sl mista, argento nella 4x100m sl.
- Europei

Budapest 2020: bronzo nella 4x100m sl.
Roma 2022: oro nella 4x100m sl, argento nei 50m sl e nella 4x100m misti mista.
- Europei in vasca corta

Glasgow 2019: bronzo nella 4x50m sl.
Kazan 2021: oro nella 4x50m misti, argento nella 4x50m sl mista.
Otopeni 2023: argento nella 4x50m sl e nella 4x50m sl mista.
- Mondiali giovanili

Indianapolis 2017: bronzo nei 50m sl.
- Europei giovanili

Netanya 2017: oro nei 50m sl.

### Campionati italiani
| Anno | Edizione    | stile libero 50 m | stile libero 100 m | stile libero 4x100 m | misti 4x100 m |
| ---- | ----------- | ----------------- | ------------------ | -------------------- | ------------- |
| 2019 | Primaverili | 3                 | -                  | -                    | -             |
| 2019 | Invernali   | 2                 | -                  | -                    | -             |
| 2020 | Estivi      | 2                 | -                  | -                    | -             |
| 2020 | Invernali   | 2                 | -                  | -                    | -             |
| 2021 | Primaverili | 2                 | -                  | -                    | -             |
| 2021 | Invernali   | 2                 | -                  | -                    | -             |
| 2022 | Primaverili | 2                 | -                  | -                    | 1             |
| 2022 | Estivi      | 1                 | 2                  | -                    | -             |
| 2022 | Invernali   | 1                 | -                  | -                    | -             |
| 2023 | Primaverili | 1                 | 2                  | -                    | -             |
| 2023 | Invernali   | 1                 | -                  | -                    | -             |
| 2024 | Primaverili | 1                 | 3                  | 2                    | -             |
| 2024 | Invernali   | 1                 | 3                  | -                    | -             |
| 2025 | Primaverili | 1                 | -                  | 3                    | -             |